# Der Stürmer
Der Stürmer (L'assaltant’) era un setmanari publicat pel nazi Julius Streicher des de 1923 fins al final de la Segona Guerra Mundial el 1945. Tenia com a subtítol «Wochenblatt zum Kampf um die Wahrheit» (‘Setmanari de lluita per la veritat’). Des de 1927  hi va afegir la citació de l'historidador Heinrich von Treitschke 1834-1896) «Die Juden sind unser Unglück» (‘Els jueus són nostra mala sort’). Va ser un element important de la maquinària de propaganda nazi. Es va caracteritzar per ser radicalment antisemita. A diferència del Völkischer Beobachter, el diari oficial del NSDAP, l'estil del Der Stürmer era molt barroer, conegut per les seves caricatures i propaganda antisemita, pornografia, així com d'altres continguts anticatòlics i anticapitalistes.

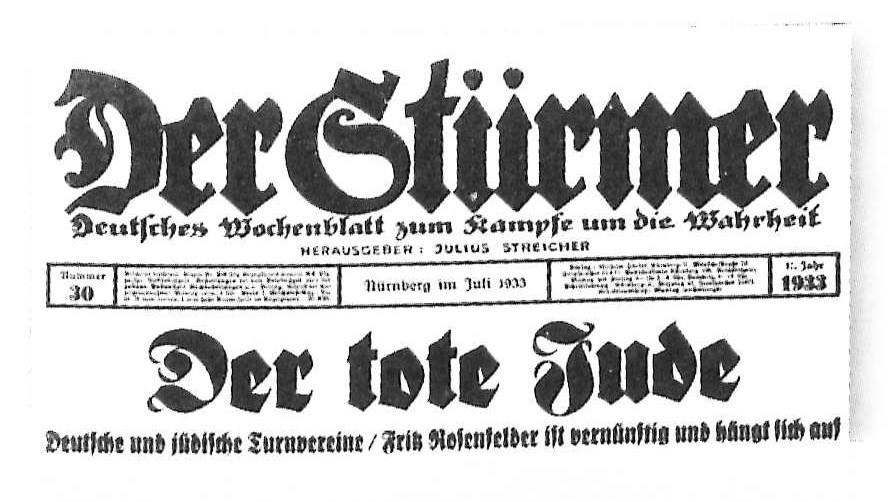
Der Stürmer del 30 de juliol del 1933, amb la portalada «El jueu mort»

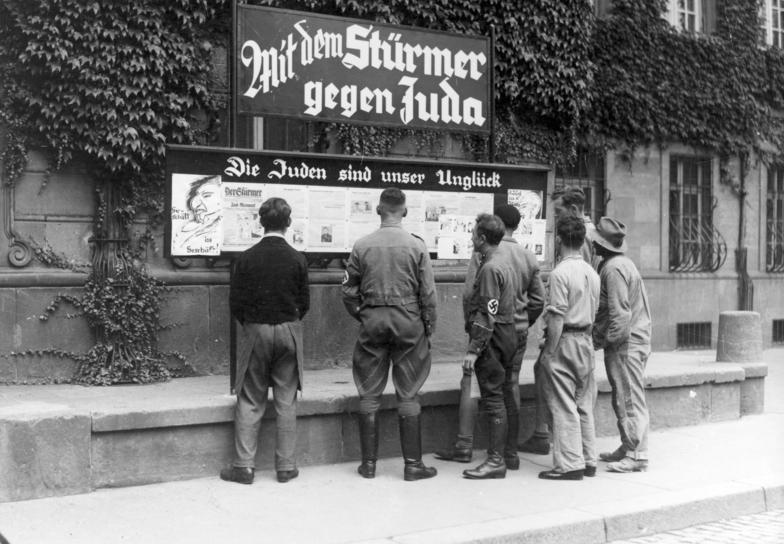
Stürmerkasten amb l'eslogan «Amb l'Stürmer contra Juda»

A principi, l'àrea de circulació es limitava  a la zona de Nuremberg, amb una tirada d'uns pocs milers d'exemplars. Després que els nacionalsocialistes arribessin al poder el 1933, Der Sturmer va augmentar la difusió i el 1938 va atènyer gairebé mig milió d'exemplars. Tot i que mai va ser un diari oficial de la premsa nazi, Der Stürmer es va penjar en vitrines públiques, l'anomenada Stürmerkasten, a partir de 1933.
Després de la guerra, Streicher va ser condemnat a mort als judicis de Nuremberg. Va ser penjat el 16 d'octubre de 1946.